# Тевлянто
Тевлянто (1905, біля села Усть-Бєла Камчатської області, тепер Анадирського району Чукотського автономного округу, Російська Федерація — 1959, місто Полтава) — радянський діяч, голова виконавчого комітету Чукотської окружної ради депутатів трудящих. Депутат Верховної Ради СРСР 1-го скликання (1937—1946).

## Біографія
Народився в бідній родині оленяра, яка кочувала недалеко від чукотського селища Усть-Бєлая. Батьки рано померли, з чотирнадцятирічного віку Тевлянто наймитував у торговців. До 1926 року працював перекладачем в Анадирському районі.
З 1926 року навчався на відділенні партійного і радянського будівництва Ленінградського інституту народів Півночі. Через хворобу переривав навчання і повертався на Чукотку, інститут закінчив тільки в 1934 році.
Працював інструктором Анадирського районного революційного комітету Камчатського (Чукотського) округу, масовиком на Лаврентіївській культбазі, помічником краєзнавця на Чаунській культбазі Чукотського округу.
У 1934—1946 роках — голова виконавчого комітету Чукотської окружної ради депутатів трудящих.
Член ВКП(б) з 1937 року.
Через хворобу змушений був переїхати до міста Полтави, де й помер.

## Нагороди
- орден Трудового Червоного Прапора (3.05.1940)
- два ордени Червоної Зірки (1944, 1945)
- медалі